# Ulocymus sulcatus
Ulocymus sulcatus är en spindelart som beskrevs av Mello-Leitao 1929. Ulocymus sulcatus ingår i släktet Ulocymus och familjen krabbspindlar. Inga underarter finns listade i Catalogue of Life.